# سویر (اسپانیا)
سویر (به اسپانیایی: Sóller) یک دهستان در اسپانیا است که در جزایر بالئاری واقع شده‌است. سویر ۴۲٫۸۰ کیلومتر مربع مساحت و ۱۴٬۱۵۰ نفر جمعیت دارد و ۵۹ متر بالاتر از سطح دریا واقع شده‌است.